# Windwächter

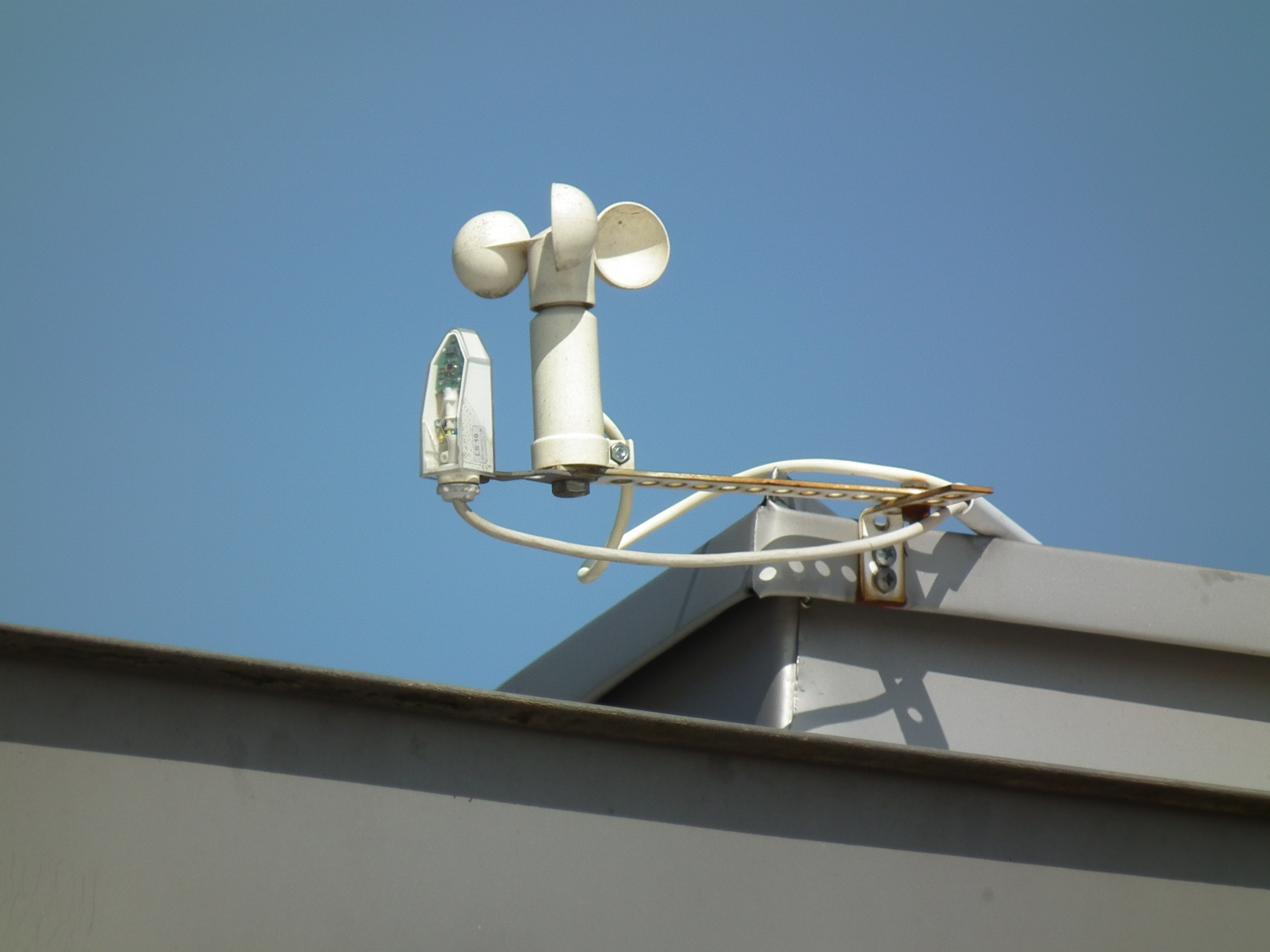
Windsensor mit Sonnensensor

Ein Windwächter ist ein Instrument zur Steuerung aufgrund der aktuellen Windgeschwindigkeit. In der Regel wird ein Windwächter verwendet, um Raffstores oder Markisen ab einer gewissen Windgeschwindigkeit automatisch einzufahren, damit diese keinen Schaden nehmen oder verursachen, indem sie z. B. aus ihrer Verankerung gerissen werden. Bei modernen Anlagen wird ein Windwächter an ein Gebäudemanagementsystem wie bspw. ein KNX-Bus-, ein EnOcean-System oder ein vergleichbares System angeschlossen.
Windwächter sind so konstruiert, dass sie abhängig von einem definierten Schwellenwert einen Impuls zum Hochfahren der Markisen bzw. Einziehen der Markise auslösen. Über einen ggf. vorhandenen Lichtsensor kann die Markise bei starker Sonnenstrahlung automatisch ausgefahren und nachlassender Einstrahlung wieder eingefahren werden. Als Sicherheitseinrichtung ist der ausgefahrene Zustand jedoch unabhängig von der Sonnenstrahlung immer nur erlaubt, wenn der Wind nicht zu stark ist. Der Windsensor hat also unbedingte Priorität. Zu empfindlich eingestellte Windwächter stellen ein weitverbreitetes Ärgernis dar, besonders in modernen Bürokomplexen.
Windwächter werden von einer Vielzahl von namhaften Herstellern für Raffstores und Markisen angeboten.